# Cendea

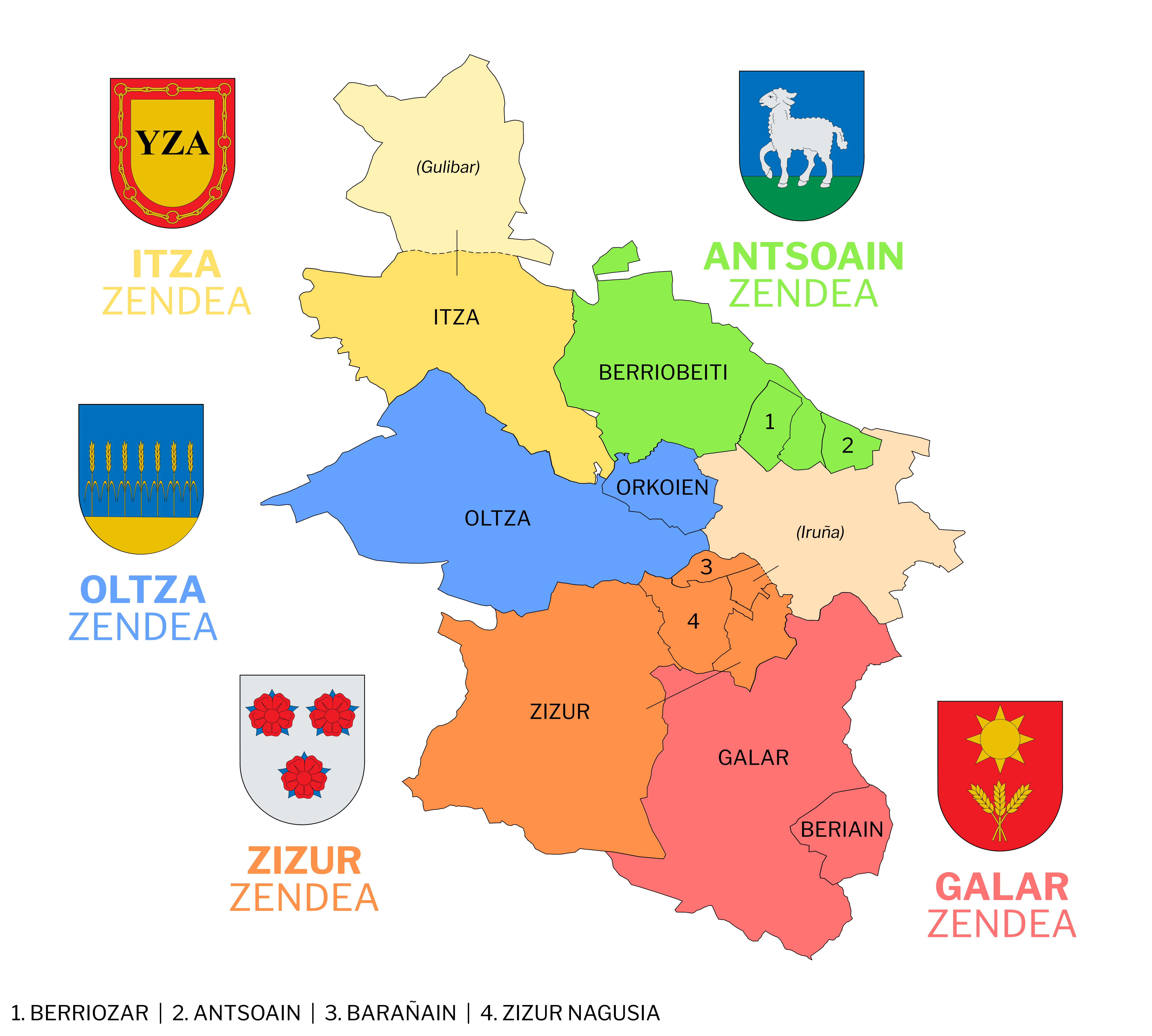
As cendeas ou zendeak e os municípios actuais

Uma cendea (em basco: zendea) é o nome tradicional dado a uma congregação de localidades da Cuenca de Pamplona, em Navarra, Espanha. Em termos administrativos, as cendeas são um tipo peculiar de municípios composto por alguns "concelhos" (concejos, entidades administrativas menores vagamente semelhantes às freguesias portuguesas).
O governo dos concelhos que constituem uma cendea é realizado em "concelho aberto" (concejo abierto) quando a população é inferior a 100 habitantes e por uma junta nos restantes casos. As eleições para o presidente do concelho (no caso dos concejos abiertos) e dos membros da junta são convocadas pelo governo foral (governo local de Navarra).
Segundo o linguísta Julio Caro Baroja, o termo cendea tem origem na evolução local da palavra latina centenam (acusativo singular de "centena"). O estudioso baseou-se esta hipótese no estudo da evolução das palavras bascas com origem no latim, como por exemplo gentem->jendea.
Na Cuenca de Pamplona existem quatro ou cinco cendeas, conforme se considere ou não que Ansoáin é uma cendea, apesar de oficialmente já não ser:
- Cendea de Cizur
- Cendea de Galar
- Cendea de Iza
- Cendea de Olza
- Cendea de Ansoáin (desde 1991 dividida nos municípios de Ansoáin, Berrioplano e Berriozar)